# Colpa
Famille
Colpa est un genre d’insectes hyménoptères de la famille des Scoliidae.

## Liste des espèces et sous-genres
Selon BioLib (26 août 2019) :
- sous-genre Colpa (Carbonelis) Betrem, 1969
  - Colpa carbonaria (Klug, 1832)
- sous-genre Colpa (Colpa) Dufour, 1841
  - Colpa klugii (Vander Linden, 1827)
  - Colpa sexmaculata (Fabricius, 1781)
- sous-genre Colpa (Crioscolia) Bradley, 1951
  - Colpa alcione (Banks, 1917)
  - Colpa flamicola (Bradley, 1928)
  - Colpa moricei (Saunders, 1901)
- sous-genre Colpa (Heterelis) Costa, 1887
  - Colpa expeditionis Betrem, 1972
  - Colpa massadae Osten, 2002
  - Colpa mima (Buysson, 1897)
  - Colpa pardalina (Gerstaecker, 1857)
  - Colpa quinquecincta (Fabricius, 1793)
  - Colpa stigma (de Saussure, 1859)
  - Colpa techowi (Turner, 1910)
- sous-genre Colpa (Junodelis) Betrem, 1972
  - Colpa junodi (Betrem, 1972)
  - Colpa loveridgei (Betrem, 1972)
  - Colpa voiensis (Betrem, 1972)
- sous-genre Colpa (Nyaselis) Betrem, 1972
  - Colpa nyasensis (Betrem, 1972)
- sous-genre Colpa (Punctelis) Betrem, 1972
  - Colpa punctum (Saussure, 1891)
- sous-genre Colpa (Trielis) Saussure, 1863
  - Colpa octomaculata (Say, 1823)
  - Colpa pollenifera (Viereck, 1906)

Selon BioLib (26 août 2019) :
- Colpa alcione (Banks, 1917)
- Colpa carbonaria (Klug, 1832)
- Colpa expeditionis Betrem, 1972
- Colpa flamicola (Bradley, 1928)
- Colpa junodi (Betrem, 1972)
- Colpa klugii (Vander Linden, 1827)
- Colpa loveridgei (Betrem, 1972)
- Colpa massadae Osten, 2002
- Colpa mima (Buysson, 1897)
- Colpa moricei (Saunders, 1901)
- Colpa nyasensis (Betrem, 1972)
- Colpa octomaculata (Say, 1823)
- Colpa pardalina (Gerstaecker, 1857)
- Colpa pollenifera (Viereck, 1906)
- Colpa punctum (Saussure, 1891)
- Colpa quinquecincta (Fabricius, 1793)
- Colpa sexmaculata (Fabricius, 1781)
- Colpa stigma (de Saussure, 1859)
- Colpa techowi (Turner, 1910)
- Colpa voiensis (Betrem, 1972)

Selon NCBI (26 août 2019) :
- Colpa interrupta
- Colpa octomaculata
- Colpa sexmaculata (Fabricius, 1782)